# Törvényhozás
A törvényhozás azzal a joggal felruházott tanácskozó testület, hogy törvényeket hozzon egy olyan politikai egység számára, mint egy ország, vagy egy város. A törvényhozás a legtöbb kormányzat alapvető része: a A hatalmi ágak szétválasztásán alapuló rendszerekben a végrehajtó hatalmi ág (kormányzat) és az igazságszolgáltatás mellett a harmadik fő hatalmi ág. (A már Arisztotelész által is említett klasszikus felosztás szerint, de újabb felosztások más hatalmi ágakat is ismernek, mint például az alkotmánybíróság.)
A törvényhozások figyelemmel kísérik és alakítják a kormányzat munkáját és általában kizárólagos hatalommal rendelkeznek a költségvetés meghozására és módosítására.
A törvényhozás tagjai a törvényhozók, vagy képviselők. Demokráciákban a képviselőket többnyire közvetlenül választják a szavazópolgárok, de a közvetett választás, illetve a kinevezés is sok helyen elfogadott módszer. Utóbbi elsősorban a kétkamarás parlamenti rendszerekben használatos a felsőház tagjai illetően.

## További olvasmányok
- Carey, John M.. Legislative organization, The Oxford handbook of political institutions. Oxford University Press, 431–454. o. (2006). ISBN 978-0-19-927569-4
- The least-examined branch: the role of legislatures in the constitutional state. Cambridge University Press (2006). ISBN 978-0-521-85954-7
- The Oxford handbook of legislative studies (angol nyelven). Oxford University Press (2014. június 14.). ISBN 978-0-191-01907-4
- Olson, David M.. Democratic legislative institutions: a comparative view (angol nyelven). Routledge (2015). ISBN 978-1-317-47314-5

## Fordítás
Ez a szócikk részben vagy egészben  a   Legislature című angol Wikipédia-szócikk ezen változatának fordításán alapul.  Az eredeti cikk szerkesztőit annak laptörténete sorolja fel. Ez a jelzés csupán a megfogalmazás eredetét és a szerzői jogokat jelzi, nem szolgál a cikkben szereplő információk forrásmegjelöléseként.